# BMW řady 3
BMW řady 3 (BMW 3 nebo anglicky BMW 3 Series) je úspěšný automobil střední třídy německé automobilky BMW sídlící v Mnichově. Vyrábí se od roku 1975, momentálně už sedmá generace. Objem prodeje činí 40 % všech prodaných BMW. Proslavily ho sportovní modely M3 (od druhé generace) a účinkování v seriálu Kobra 11 (od třetí generace).

## První generace – E21 (1975–1983)

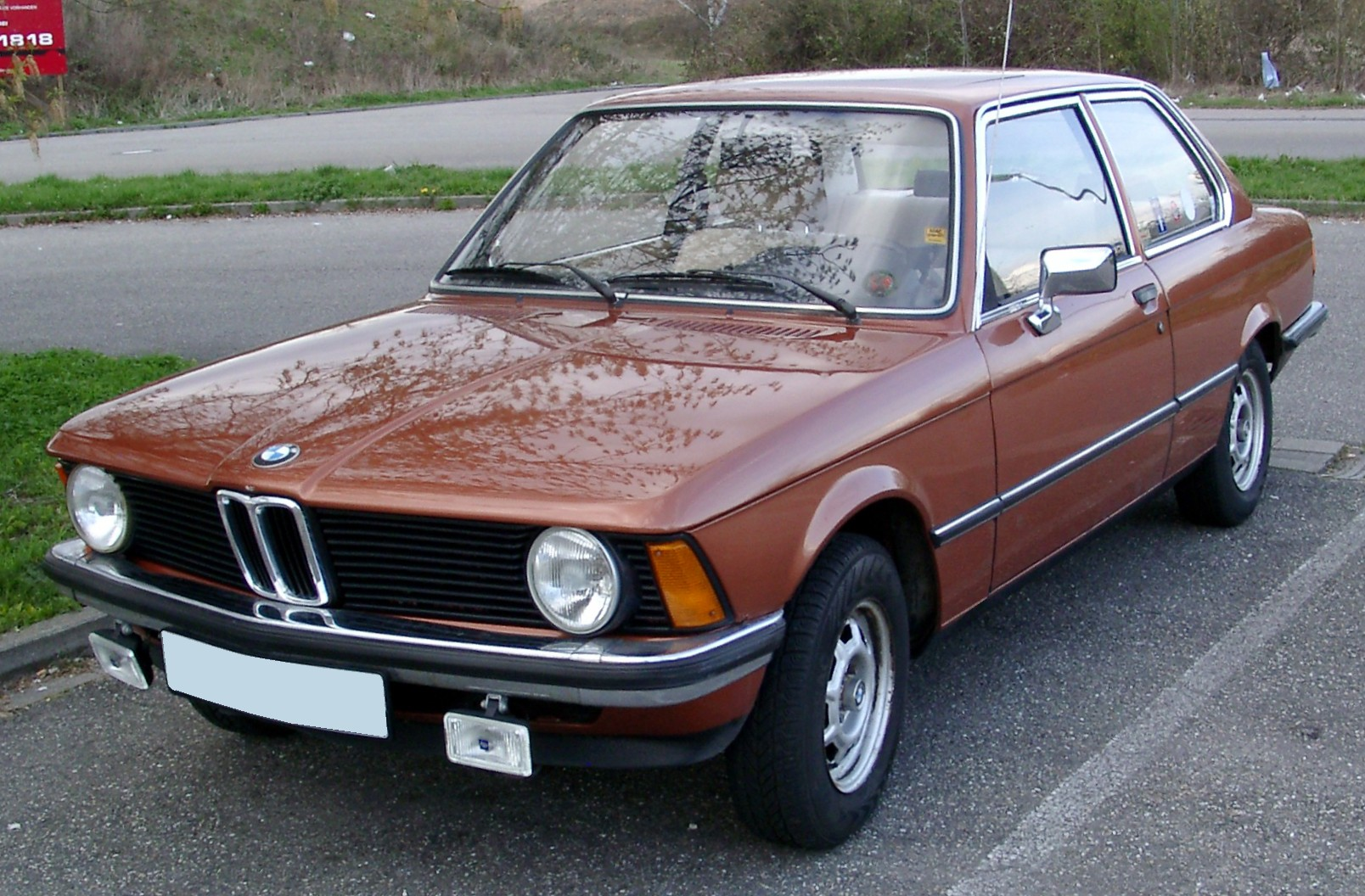
Typ E21 (316)

Vyráběl se od druhého května 1975 do roku 1983 jako dvoudveřové kupé nebo kabriolet, který připravovala společnost Baur. Nahradil BMW 2002. V roce 1977 byl původní dvoulitrový čtyřválec nahrazen šestiválcem o stejném objemu.

## Druhá generace – E30 (1982–1994)

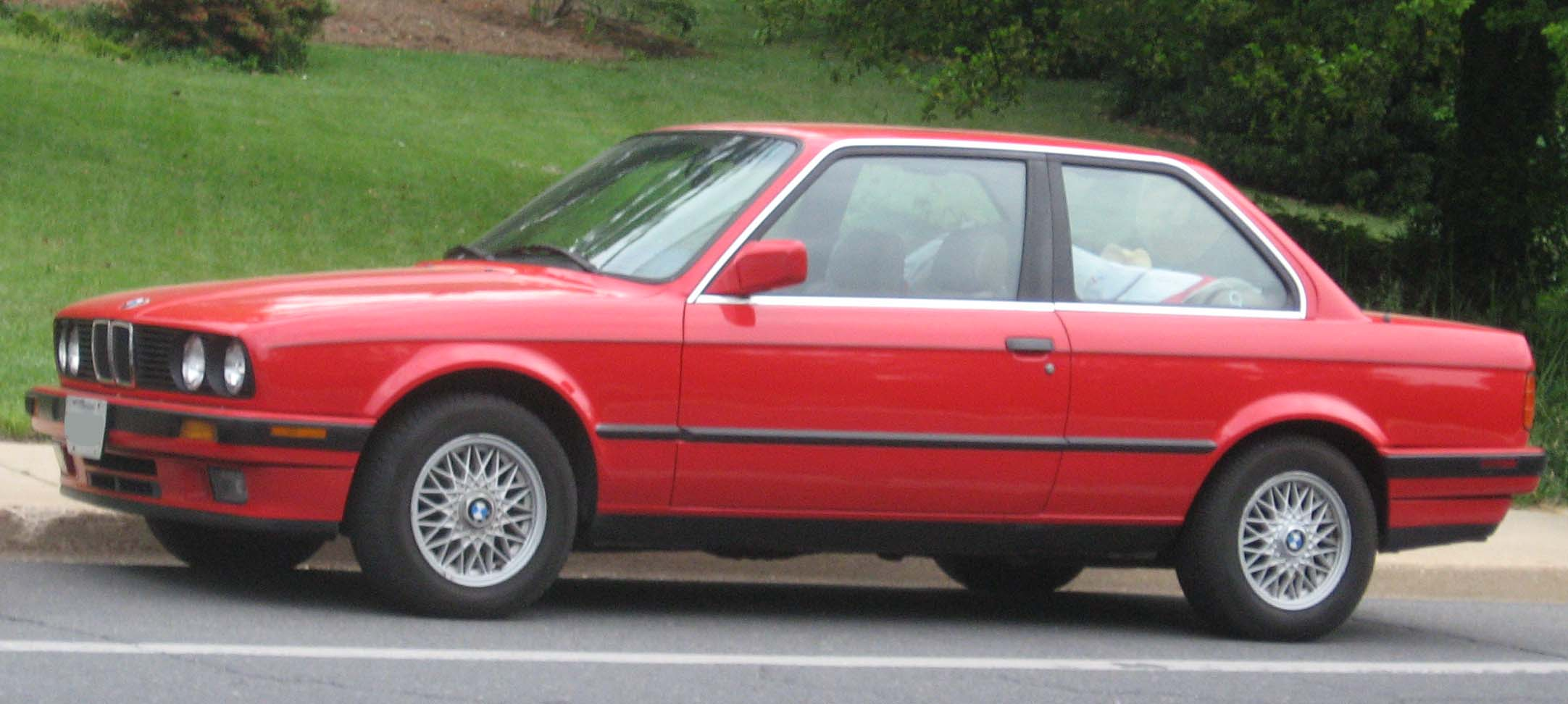
Dvoudveřová verze BMW řady E30

Vyráběl se v letech 1982 až 1991. kromě kupé a kabrioletu (do roku 1993) se nabídka rozšířila o dvou a čtyřdveřový sedan a pětidveřové kombi (od roku 1987). Motor byl vpředu, pohon zadních (tato koncepce je pro BMW typická) nebo všech kol (od roku 1985). Cena oproti předchůdci byla téměř dvojnásobná. Poprvé se objevil sportovní model M3, který měl výkon 143 kW, v pozdějších verzích i 175 kW. Ze stejné platformy vychází i model Z1. 

## Třetí generace – E36 (1989–2000)

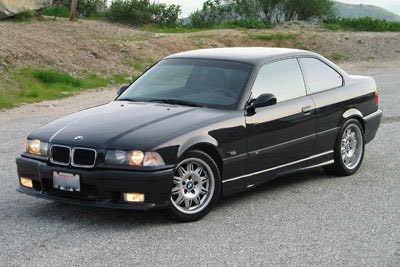
Typ E36 (1989–2000)

Vyrábělo se od prosince 1989 do roku 2000 v pěti karosářských variantách. Na stejné platformě byl později vyvinut sportovní typ Z3.

## Čtvrtá generace – E46 (1998–2005)

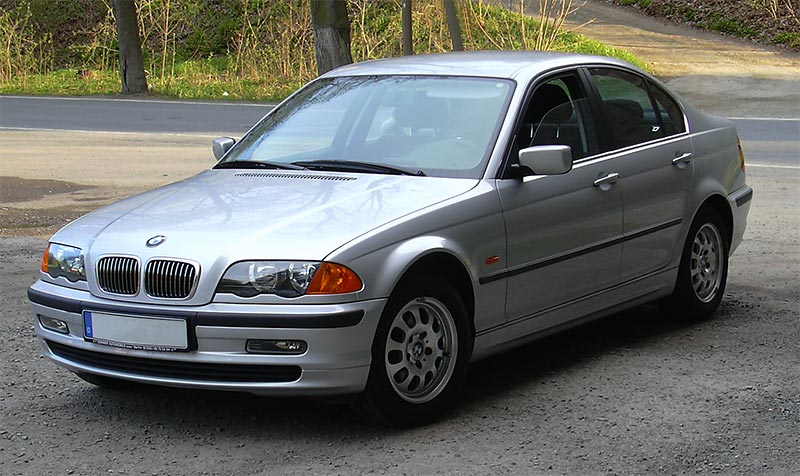
Sedan E46 z let 1998–2001

Vyráběl se od roku 1998 do roku 2005. Karosářské varianty zůstaly, pouze zmizela z nabídky pro Spojené státy americké verze Compact. Opět se objevil pohon 4x4. Novým příbuzným modelem byl terénní typ X3. Design nesl oproti předchůdci jen malé změny. Model M3 se prodával pouze jako kupé nebo kabriolet. Od sériového modelu ho odlišovala řada exteriérových prvků (nárazníky, zrcátka, spojlery, 4 koncovky výfuku, sportovní volant a sedadla) a také výkon.

## Pátá generace – E90 (2005–2012)

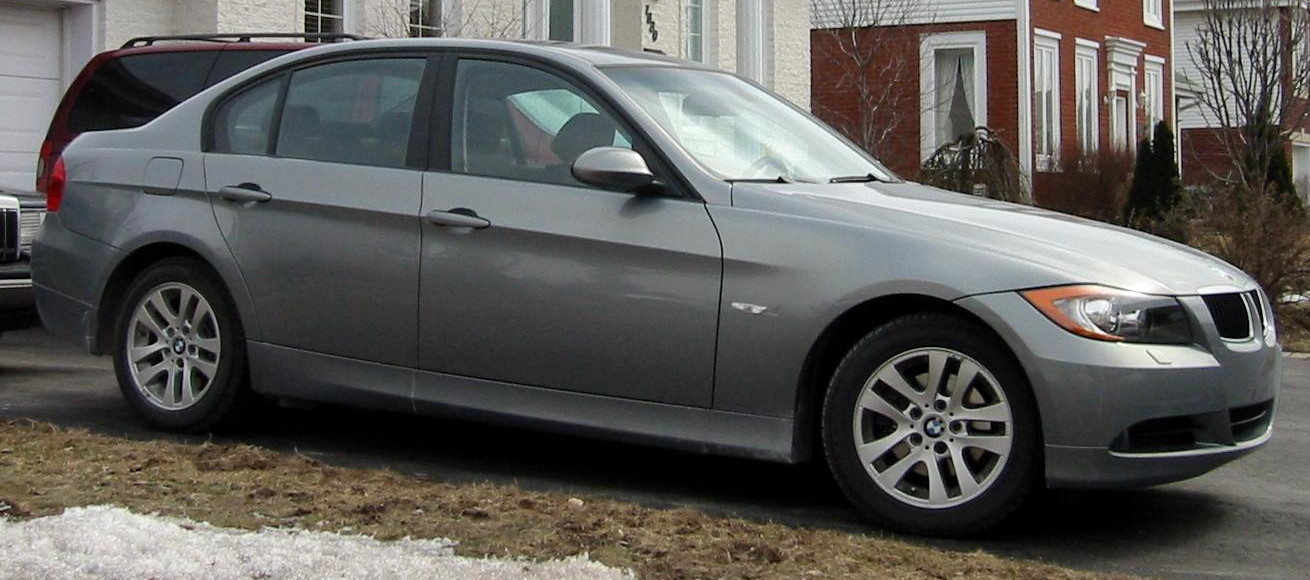
BMW 325xi E90

Vyráběly se od roku 2005 do roku 2012 Desginery byli Joji Nagashima (Saloon and touring) a Marc Michael Markefka
Každá karosářská varianta dostala svůj kód: E90 je saloon (sedan), E91 touring (kombi), E92 kupé a E93 convertible (kabriolet). Kabriolet E93 dostal moderní třídílnou plechovou skládací střechu a ve skutečnosti se v podstatě jedná o automobil typu kupé-kabriolet (oficiální název Convertible). Samozřejmostí je možnost zvolení pohonu všech kol X-Drive.

### Modely
- 316i 2.0 R4 85 kW (dříve 80 kW)
- 318i 2.0 R4 105 kW (dříve 95 kW, 90 kW)
- 320i 2.0 R4 130 kW (dříve 125 kW, 120 kW, 110 kW)
- 325i N52B25 2.5 R6 160 kW
- 325i N53B30 3.0 R6 160 kW
- 328i N53B30 3.0 R6 178 kW (USA)
- 330i N52B30 3.0 R6 190 kW
- 330i N53B30 3.0 R6 200 kW
- 335i N54B30 3.0 (bi-turbo) R6 225 kW
- 335i N55B30 3.0 (single-turbo) R6 225 kw
- 316d 2.0 R4 85 kW
- 318d 2.0 R4 105 kW (dříve 95 kW)
- 320d 2.0 R4 135 kW (dříve 125 kW, 120 kW, malosérie i 110 kW)
- 325d 2.5 R6 150 kW
- 330d 3.0 R6 LCI 180 kW (dříve 170 kw)
- 335d 3.0 (bi-turbo) R6 210 kW
- M3 4.0 V8 309 kW

## Šestá generace – F30 (2012–2019)

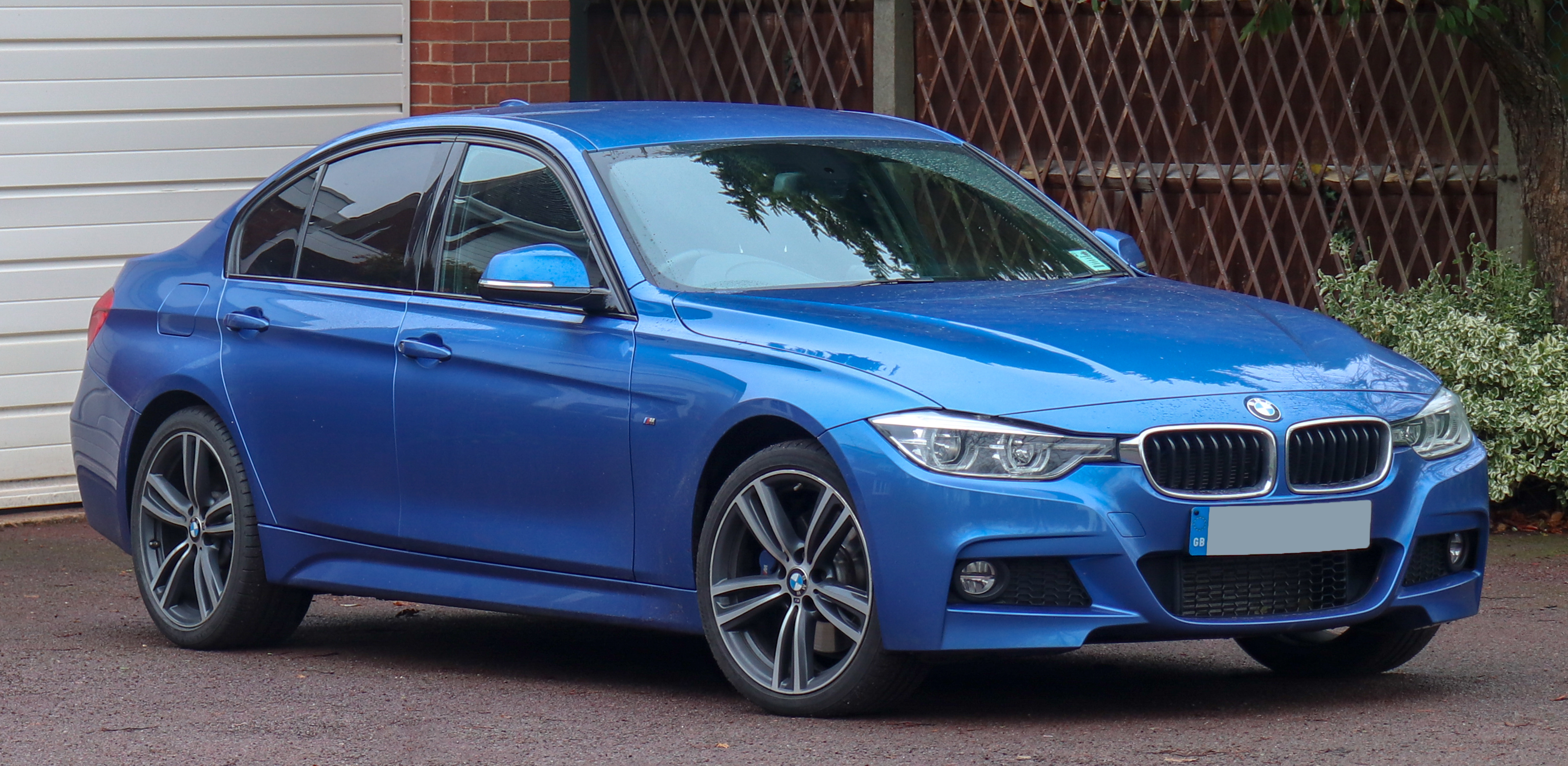
BMW 320d z roku 2016 v provedení sedan

Vyrábí se od roku 2012. Veškeré motory jsou již pouze přeplňované. Od roku 2015 se pod kapotu dostaly i nové tříválce o objemu 1,5l.

### Modely
Benzínové motorizace 
| Motor                          | Výkon  |
| ------------------------------ | ------ |
| 316i                           | 100 kW |
| 318i LCI                       | 100 kW |
| 320i                           | 135 kW |
| 320i EfficientDynamics Edition | 125 kW |
| 320i LCI                       | 135 kW |
| 328i                           | 180 kW |
| 330i LCI                       | 185 kW |
| 335i                           | 225 kW |
| 340i LCI                       | 243 kW |
| ActiveHybrid 3                 | 184 kW |

 Dieselové motorizace 
| Motor                          | Výkon                 |
| ------------------------------ | --------------------- |
| 316d                           | 85 kW                 |
| 318d                           | 110 kW (dříve 105 kW) |
| 320d                           | 140 kW (dříve 135 kW) |
| 320d EfficientDynamics Edition | 120 kW                |
| 325d                           | 160 kW                |
| 330d                           | 190 kW                |
| 335d                           | 230 kW                |

## Sedmá generace – G20 (2018–současnost)

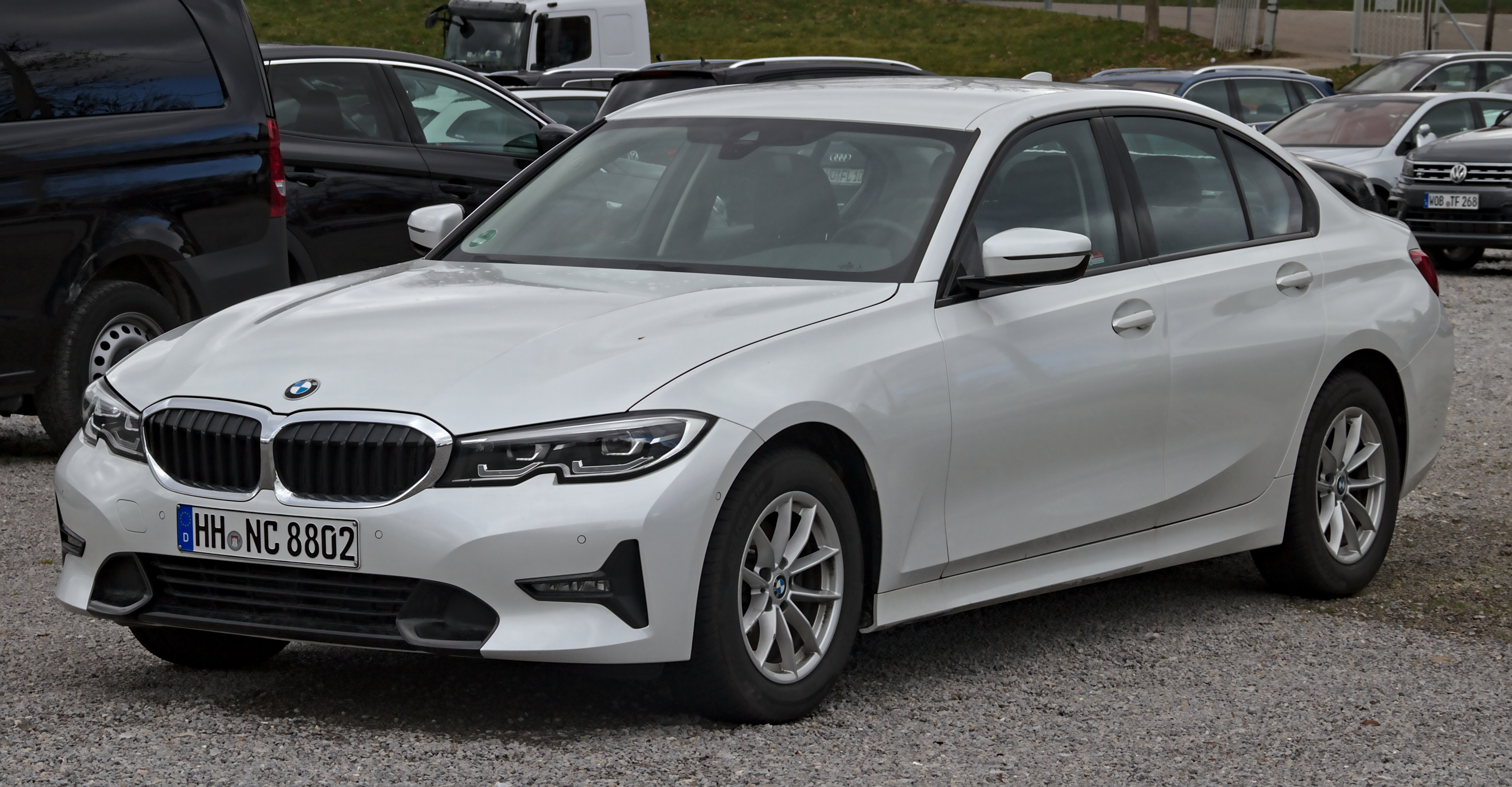
BMW řady 3 sedmé generace

V prodeji od prvního pololetí 2019 v provedení sedan (G20) a touring (G21), v prodloužené verzi pak sedan určený výhradně pro čínský trh (G28). Na evropských trzích je model dostupný se čtyř a šestiválcovými benzínovými i dieselovými motory, volitelně jako benzínový plug-in hybrid. Od konce roku 2020 je většina naftových variant vybavena 48 V mild-hybridním systémem, stejný systém získala i benzínová verze M340i. V polovině roku 2022 se řada 3 dočkala modernizace s drobnými úpravami vzhledu a multimediálního systému iDrive 8.0. Ze sedmé generace výchází i sportovní sedan M3 (G80) a poprvé v historii řady 3 také M3 Touring (G81) s karosérií kombi.

### Přehled motorizací na českém trhu
| Model           | Výroba    | Motor                  | Výkon                   | Točivý moment       |
| --------------- | --------- | ---------------------- | ----------------------- | ------------------- |
| Zážehové motory |           |                        |                         |                     |
| 318i            | 2020–     | 2.0 B48                | 115 kW (156 PS; 154 hp) | 250 N·m (184 lb·ft) |
| 320i            | 2019–     | 2.0 B48                | 135 kW (184 PS; 181 hp) | 300 N·m (221 lb·ft) |
| 320e            | 2021–     | 2.0 B48 + elektromotor | 150 kW (204 PS; 201 hp) | 350 N·m (258 lb·ft) |
| 330i            | 2019–     | 2.0 B48                | 180 kW (245 PS; 241 hp) | 400 N·m (295 lb·ft) |
| 330e            | 2019–     | 2.0 B48 + elektromotor | 215 kW (292 PS; 288 hp) | 420 N·m (310 lb·ft) |
| M340i           | 2019–     | 3.0 B58                | 285 kW (387 PS; 382 hp) | 500 N·m (369 lb·ft) |
| Alpina B3       | 2019–2022 | 3.0 S58                | 340 kW (462 PS; 456 hp) | 700 N·m (516 lb·ft) |
| Alpina B3       | 2022–     | 3.0 S58                | 364 kW (495 PS; 488 hp) | 730 N·m (538 lb·ft) |
| Vznětové motory |           |                        |                         |                     |
| 318d            | 2019–     | 2.0 B47                | 110 kW (150 PS; 148 hp) | 320 N·m (236 lb·ft) |
| 320d            | 2019–     | 2.0 B47                | 140 kW (190 PS; 188 hp) | 400 N·m (295 lb·ft) |
| 330d            | 2019–     | 3.0 B57                | 195 kW (265 PS; 261 hp) | 580 N·m (428 lb·ft) |
| M340d           | 2020–     | 3.0 B57                | 250 kW (340 PS; 335 hp) | 700 N·m (516 lb·ft) |
| Alpina D3 S     | 2020–     | 3.0 B57                | 261 kW (355 PS; 350 hp) | 730 N·m (538 lb·ft) |